# Tòa nhà Văn phòng Thượng viện Hoa Kỳ Hart
Tòa nhà Văn phòng Thượng viện Philip A. Hart (tiếng Anh: Philip A. Hart United States Senate Office Building, thường được gọi với tên Tòa nhà Văn phòng Thượng viện Hart, tiếng Anh: Hart United States Senate Office Building) là tòa nhà văn phòng thứ ba của Thượng viện Hoa Kỳ, được giới hạn bởi Phố 2 NE, Đại lộ Hiến pháp NE và Phố C NE ở Washington, DC. Tòa nhà được khởi công xây dựng vào tháng 1 năm 1975, và được sử dụng lần đầu tiên vào tháng 11 năm 1982. Chi phí xây dựng tăng nhanh chóng đã ảnh hưởng đến tòa nhà, tạo ra một số vụ bê bối. Tòa nhà được đặt tên theo Philip A. Hart, người đã phục vụ 18 năm với tư cách là thượng nghị sĩ từ Michigan. Được kết nối với Điện Capitol qua Hệ thống Tàu điện ngầm Quốc hội Hoa Kỳ, tòa nhà có chín tầng giếng trời nổi bật với các tác phẩm nghệ thuật đồ sộ và Cơ sở Điều trần Trung tâm cung cấp các tiện ngi truyền hình cũng như không gian rộng rãi.

## Thiết kế và xây dựng
Tòa nhà Văn phòng Thượng viện Dirksen được thiết kế để chiếm toàn bộ khu đất được giới hạn bởi Phố 1 NE, Đại lộ Hiến pháp NE, Phố 2 NE, và Phố C NE. Tuy nhiên, do nhu cầu về nguồn lực và tài chính của Chiến tranh Triều Tiên, tòa nhà đã được thu nhỏ diện tích và chỉ chiếm một nửa phía tây của khu đất này.

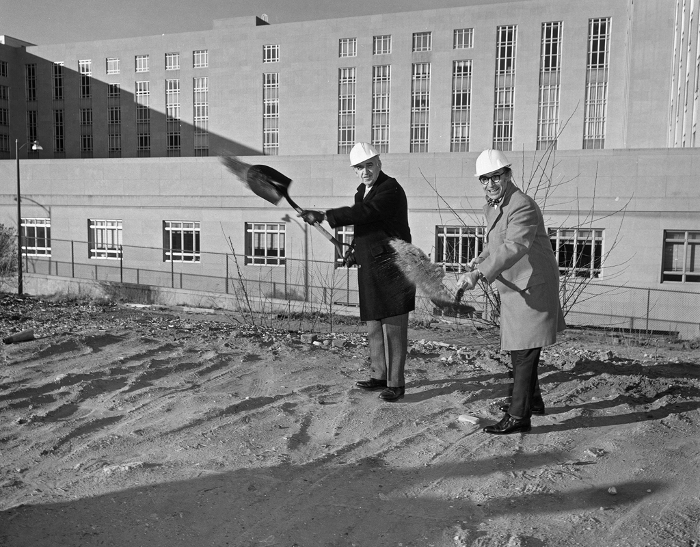
Động thổ xây dựng Tòa nhà Văn phòng Thượng viện Hart vào ngày 5 tháng 1 năm 1976. Trợ lý Kiến trúc sư của Điện Capitol Mario Campioli (trái) và Kiến trúc sư của Điện Capitol George White (phải).

Năm 1969, Quốc hội đã bỏ phiếu để mua lại nửa phía đông của khu đát nhằm xây dựng một Tòa nhà Văn phòng Thượng viện. Ban đầu, Thượng viện chỉ dự định xây một nhà để xe ngầm trị giá 21 triệu đô la. Đề xuất đó đã được chấp thuận vào tháng 6 năm 1971. Nhưng vào tháng 5 năm 1972, Tiểu ban Công trình thuộc Ủy ban Công trình Công cộng của Thượng viện đã phê duyệt kế hoạch xây dựng Tòa nhà Văn phòng Thượng viện mới phía trên hầm đậu xe. Chi phí của tòa nhà được ước tính là 48 triệu đô la vào tháng 6 năm 1972. Toàn thể Thượng viện đã phê duyệt kế hoạch xây dựng vào tháng 9 năm 1972, nhưng sau đó ước tính chi phí của tòa nhà là 53,5 triệu đô la.
Vào tháng 4 năm 1973, Kiến trúc sư của Điện Capitol đã trao hợp đồng thiết kế kiến trúc cho John Carl Warnecke, một kiến trúc sư nổi tiếng Hoa Kỳ làm việc tại Quận Columbia, người đã góp phần trùng tu Quảng trường Lafayette và thiết kế khu mộ của John F. Kennedy. Thiết kế của Warnecke cho tòa nhà đã được Ủy ban Công trình Công cộng Thượng viện phê duyệt vào ngày 8 tháng 8 năm 1974. Warnecke chỉ được giao hai tuần để đưa ra dự toán chi phí, mà Kiến trúc sư của Điện Capitol sau đó tuyên bố rằng Warnecke có quá ít thời gian để đưa ra một dự báo chi phí chính xác. Đến cuối năm, chi phí xây dựng ước tính đã lên tới 69 triệu đô la.
Mặt bằng cho tòa nhà mới được chuyển giao vào tháng 1 năm 1975, và vào thời điểm giải phóng mặt bằng bắt đầu vào tháng 4, chi phí của tòa nhà đã tăng lên 84 triệu đô la. Tình trạng đất kém và không đồng đều tại khu đất đã gây ra sự chậm trễ trong việc đào đất và làm tăng chi phí. Khi làm móng xong, người ta phát hiện nhiều cột cọc bị lệch, phải thay mới. Điều này cũng làm tăng thêm chi phí cho dự án.
Vào ngày 30 tháng 8 năm 1976, Thượng viện đã biểu quyết đặt tên cho tòa nhà văn phòng mới là Tòa nhà Văn phòng Thượng viện Philip A. Hart để vinh danh Thượng nghị sĩ Philip Hart (D-MI). Hart qua đời vào ngày 26 tháng 12 năm 1976 vì bệnh u ác tính.
Đến tháng 8 năm 1978, chi phí xây dựng thực tế đã tăng đến 85 triệu đô la  và dự kiến lên tới 122 triệu đô la. Do đó, Thượng viện đã thông qua kế hoạch bổ sung thêm 54 triệu đô la cho tòa nhà và giới hạn chi phí ở mức 135 triệu đô la. Ban đầu, Hạ viện đã chấp thuận kế hoạch này. Nhưng khi các cử tri phàn nàn một cách gay gắt, Hạ viện đã đảo ngược quyết định ở cả hai đề xuất. Đến năm 1979, ước tính xây dựng đã tăng lên 179 triệu đô la và Văn phòng Kế toán Tổng hợp cho biết nó sẽ còn tăng lên đến 230 triệu đô la. Vào tháng 7 năm 1979, Thượng viện đã đồng ý giới hạn chi phí ở mức 137,7 triệu đô la sau một cuộc tranh luận gay gắt kéo dài ba giờ, trong đó một số thượng nghị sĩ đề nghị phá bỏ tòa nhà. Kiến trúc sư của Điện Capitol đã ra lệnh thay đổi thiết kế để giữ cho chi phí xây dựng dưới mức giới hạn 137,7 triệu đô la. Vì vậy, tòa nhà buộc phải loại bỏ nhiều hạng mục với tổng giá trị vượt xa 3 triệu đô la, chưa tính giá trị của cả một phòng ăn trên tầng áp mái.
Tòa nhà Văn phòng Thượng viện Hart được hoàn thành vào tháng 9 năm 1982 với tổng chi phí 137,7 triệu đô la. Kiến trúc sư của Điện Capitol lập luận rằng chi phí cao của Tòa nhà Văn phòng Thượng viện Hart là do các vấn đề mặt bằng không mong muốn, lỗi xây dựng phần móng, những thay đổi theo lệnh của Thượng viện, lạm phát cao và sự quản lý yếu kém của dự án xây dựng. Kiến trúc sư của Điện Capitol George M. White cho rằng chi phí xây dựng 110 đô la/foot vuông lag hợp lý. Kiến trúc sư trưởng John Carl Warnecke đã bảo vệ chi phí của tòa nhà, nhấn mạnh rằng diện tích tòa nhà gần như tăng gấp đôi từ 650.000 foot vuông (60.000 m2) đến 1.100.000 foot vuông (100.000 m2), hơn nữa, chi phí xây dựng ở Quận Columbia đã tăng 76% trong quá trình xây dựng tòa nhà. Warnecke bác bỏ những cáo buộc về những thay đổi theo lệnh của Thượng viện, nói rằng những thay đổi này chỉ tăng 2% và nói rằng chỉ riêng việc xây dựng đã có chi phí 107 triệu đô la (28 triệu đô la còn lại đến từ chi phí hành chính và đồ đạc). Ông lập luận rằng việc quản lý xây dựng xuất sắc đã giữ lạm phát chi phí xây dựng chỉ còn 67% và tòa nhà được xây dựng với chi phí 97 đô la/foot vuông, "thấp hơn nhiều so với chi phí của bất kỳ tòa nhà công lớn nào khác được xây dựng trong Quận Columbia trong thời điểm này."  Tuy nhiên, Viện Kiến trúc sư Hoa Kỳ cho biết chi phí xây dựng thương mại ở Washington, DC, dao động từ 54 đến 65 USD/foot vuông, và The Christian Science Monitor đã báo cáo chi phí của tòa nhà là 137,70 đô la/foot vuông.
Tòa nhà lần đầu tiên được sử dụng vào ngày 22 tháng 11 năm 1982. Tòa nhà có 50 văn phòng cho các Thượng nghị sĩ, nhưng 25 trong số họ từ chối chuyển văn phòng vào tòa nhà. Để tiết kiệm chi phí, tòa nhà đã cấp cho mỗi người một buồng riêng, thay vì một văn phòng, điều này khiến các nhân viên Thượng viện rất khó chịu. Để giải quyết vấn đề này, các thượng nghị sĩ thứ cấp (thường không thể chọn văn phòng mà họ muốn, cũng không có được những văn phòng rộng rãi và được trang bị tốt) đã có thể chọn các văn phòng lớn, hiện đại trong Tòa nhà Văn phòng Thượng viện Hart.
Vào cuối năm 1982, Thượng viện tìm thấy 9,5 triệu đô la trong quỹ chưa sử dụng, mà nó được chỉ định để trả tiền cho đồ nội thất và vách ngăn mô-đun sử dụng trong tòa nhà Hart.

## Cấu trúc

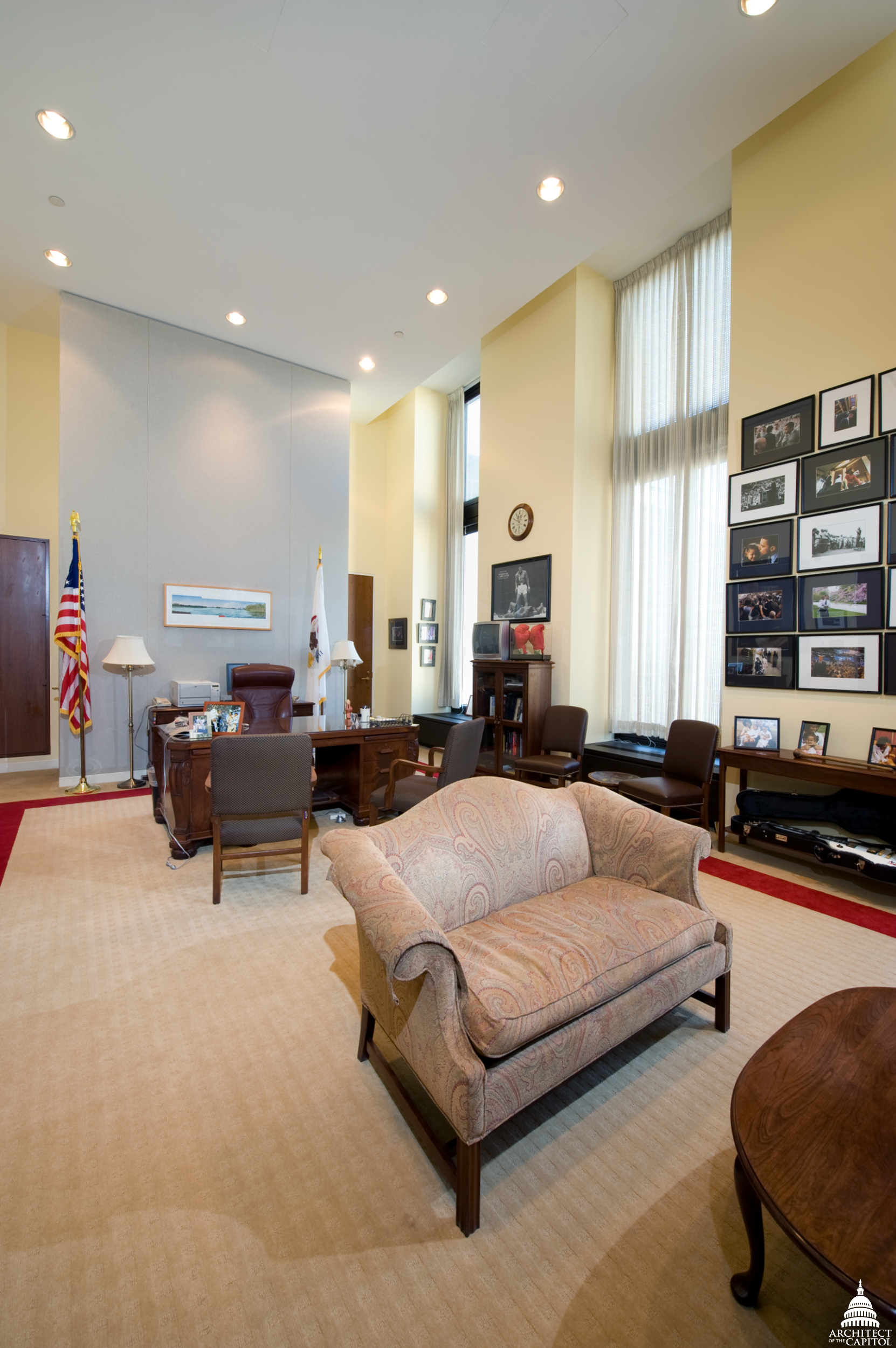
Chiều cao 16 ft là chiều cao điển hình cho một văn phòng Thượng nghị sĩ trong Tòa nhà Hart.

Tòa nhà Văn phòng Thượng viện Hart bao gồm chín tầng trên mặt đất. Tòa nhà có diện tích sàn 1.000.000 foot vuông (93.000 m2), trong đó 333.000 foot vuông (30.900 m2) có thể sử dụng.
Thay vì phong cách kiến trúc Tân cổ điển của các Tòa nhà Văn phòng Thượng viện Dirksen và Russell, Tòa nhà Hart mang phong cách Hiện đại. Các đường nét của Tòa nhà Hart được thiết kế để phù hợp với kiến trúc của các tòa nhà Dirksen và Russell. Tòa nhà cũng được ốp đá cẩm thạch từ Vermont. Đá cẩm thạch của tòa nhà dày 3 inch (7,6 cm), gấp đôi độ dày thông thường của một tòa nhà văn phòng và được sử dụng để che phủ cả những phần trần tục nhất của tòa nhà (chẳng hạn như kho cơ khí trên mái nhà). Hơn 8.961 tấn Mỹ (8.129 t) đá cẩm thạch được sử dụng cho nội thất và ngoại thất.
Giống như tòa nhà Dirksen và Russell, tòa nhà Hart cũng có một giếng trời giúp tòa nhà có nhiều ánh sáng tự nhiên hơn. Các bức tường bên trong công trình, bao gồm cả giếng trời, được ốp bằng đá cẩm thạch Vermont giống như bên ngoài. Tuy nhiên, sàn của giếng trời được ốp đá cẩm thạch Tennessee. Các lối đi đều bắt nguồn từ giếng trời và dẫn tới từng dãy phòng làm việc.
Lối vào công cộng của mỗi dãy phòng nằm ở tầng số lẻ, với lối vào của nhân viên ở tầng số chẵn. Mỗi dãy văn phòng có nhiều văn phòng riêng cho các thượng nghị sĩ, với cửa sổ hướng ra ngoài và cao 16 foot (4,9 m). Do cấu trúc của tòa nhà, mỗi văn phòng Thượng nghị sĩ có kết cấu y hệt nhau. Không gian làm việc ở những nơi khác trong tòa nhà còn xuất hiện ở một tầng chính và một tầng lửng, được kết nối bằng cầu thang nội bộ. Không gian văn phòng này chỉ cao 8 foot (2,4 m). Tất cả không gian làm việc nói chung không có cột chống trần và tường đá. Hệ thống tường gồm các khung gỗ sồi bọc vải tiêu âm, do Acoustical Screen Corporation thiết kế và sản xuất, được thiết kế để cung cấp hệ thống tường linh hoạt trong mỗi văn phòng. Những bức tường gỗ này ban đầu chỉ được trang bị cho một số ít văn phòng, do ngân sách trang bị nội thất của tòa nhà bị cắt giảm. Mỗi văn phng ònđng có một phòng vệ sinh iggên.
Các hố ga trên vỉa hè và đường phố gần tòa nhà được làm bằng đồng, để tránh các vết gỉ sét từ các nắp hố ga làm từ sắt (chất liệu thông thường). Cửa thang máy bên trong tòa nhà cũng được đúc bằng đồng, các dãy phòng, phòng họp và một số khu vực công cộng có các tấm điện có thể tháo rời và các ống lắp sẵn cho phép dễ dàng thay thế hoặc nâng cấp các thiết bị điện, viễn thông và máy tính. Nhà ăn bên dưới Tòa nhà Hart được tăng gấp đôi kích thước và mở rộng so với Tòa nhà Dirksen, đồng thời cũng cho phép công chúng được xuất hiện trong giờ ăn trưa.
Chi phí 137 triệu đô la của tòa nhà không bao gồm nội thất, mà các chuyên gia Thượng viện ước tính sẽ tốn thêm 32,6 triệu đô la nữa cho đồ nội thất. Tuy nhiên, những thay đổi không xác định được thực hiện bởi Warnecke đã tiết kiệm được 4,2 triệu đô la. Vì vậy, số tiền được tiết kiệm đã cho phép một số hạng mục được phục hồi, chẳng hạn như phòng điều trần lớn, thảm trải sàn, rèm dọc, và thiết bị tập thể dục. Việc tiết kiệm chi phí cũng cho phép Kiến trúc sư của Điện Capitol chỉ đạo xây dựng một sân tennis trên mái của tòa nhà.
Bên dưới tòa nhà là một nhà để xe có sức chứa 350 xe hơi.
Thiết kế của tòa nhà đã cố tình bỏ qua việc phá dỡ ngôi nhà Sewall – Belmont liền kề, một công trình kiến trúc lịch sử hiện được dùng làm trụ sở cho Đảng Phụ nữ Quốc gia và một bảo tàng vinh danh phong trào bầu cử của phụ nữ.

### Phòng Điều trần Trung tâm

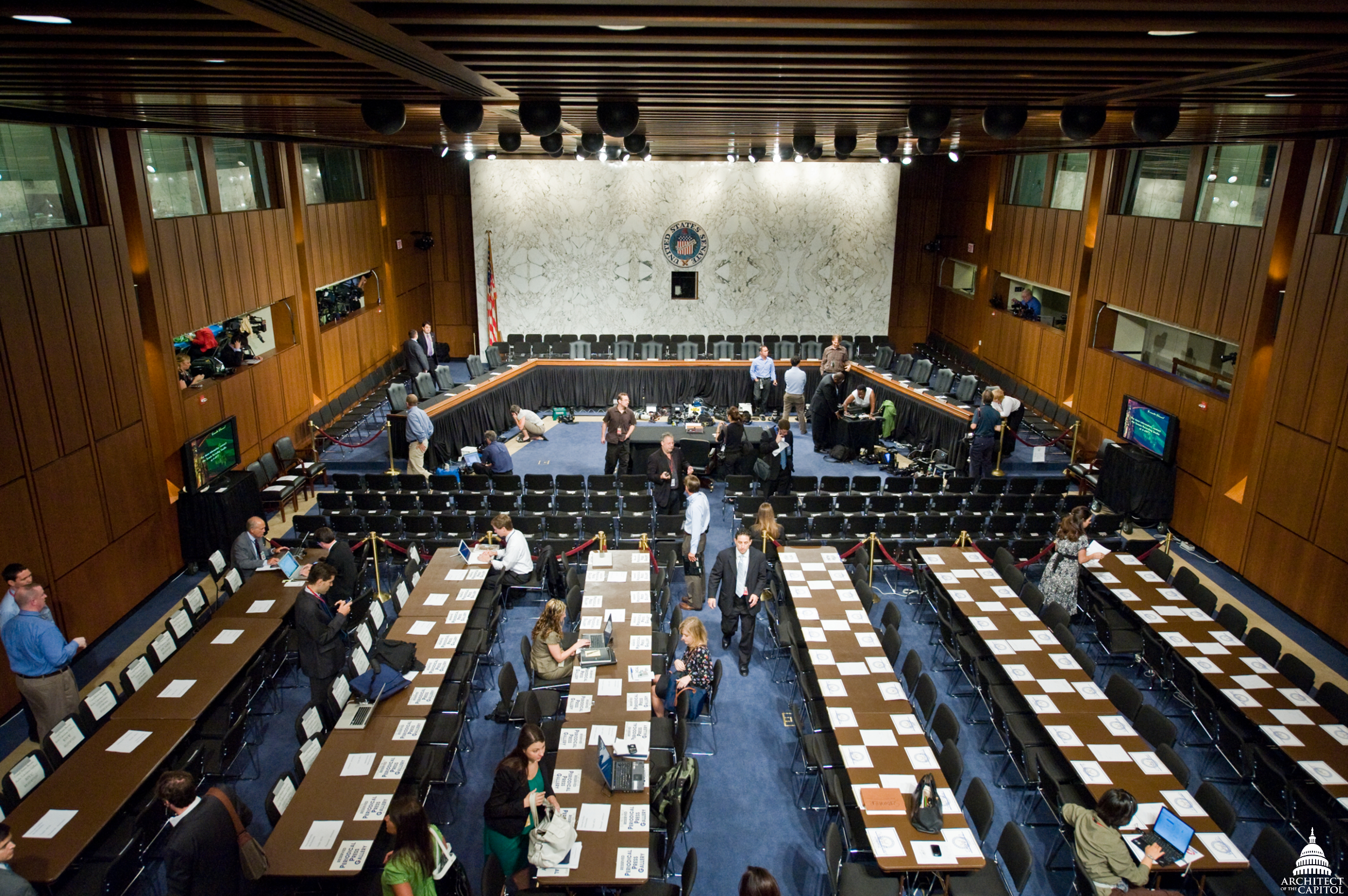
Phòng Điều trần Trung tâm trong Tòa nhà Hart.

Phòng Điều trần Trung tâm được hoàn thiện vào tháng 10 năm 1987, và được đưa vào sử dụng lần đầu tiên vào tháng 1 năm 1988. Nằm trên tầng hai của Tòa nhà Văn phòng Thượng viện Hart, căn phòng cao hai tầng  có hệ thống ánh sáng truyền hình chất lượng được gắn trên trần nhà. Phía trên là các phòng quay được ngăn bằng kính, nơi các phóng viên truyền hình và người dẫn chương trình có thể đưa tin mà không làm ảnh hưởng đến quá trình điều trần bên dưới.
Phòng Điều trần Trung tâm được ốp gỗ  và có phông nền làm bằng đá phía sau bàn làm việc của các thành viên ủy ban.
Việc tiếp cận của công chúng ở Phòng Điều trần Trung tâm được kiểm soát thông qua hai hàng rào. Các thành viên của Quốc hội, nhân viên của họ, và thường là các nhân chứng vào phòng điều trần từ những cánh cửa trên tầng hai của Tòa nhà Văn phòng Thượng viện Dirksen. Nằm khuất sau bức tường phía sau của Phòng Điều trần Trung tâm, có một phòng chờ và không gian cho các cá nhân chuẩn bị trước khi bước vào phòng điều trần chính.

### Hệ thống Tàu điện ngầm
Đề xuất về việc Hệ thống tàu điện ngầm Quốc hội Hoa Kỳ nên được xây dựng để kết nối Tòa nhà Hart với đường ray chính của tàu điện ngầm bên dưới Tòa nhà Dirksen. Đề xuất trên bắt đầu xuất hiện khi tòa nhà mới đã hoàn thiện. Năm 1989, Thượng viện thông qua kế hoạch nâng cấp tàu điện ngầm bên dưới các tòa nhà văn phòng Hart và Dirksen. Những thay đổi bao gồm bốn toa mới có sức chứa 25 người (tăng từ 18 người), thay đổi mới còn giúp các cá nhân sử dụng xe lăn có thể lên tàu. Đồng thời, nó cũng tự động hóa những chiếc tàu (loại bỏ sự cần thiết của dây dẫn điện). Những thay đổi này dự kiến sẽ tiết kiệm được 122.000 đô la một năm và giảm thời gian chờ đợi từ 4 phút xuống còn hai phút. Tập đoàn Giao thông vận tải ở Orlando, Florida, được trả 15,8 triệu đô la và Kiến trúc sư của Điện Capitol nhận được 2 triệu đô la để thiết kế và xây dựng hệ thống và toa tàu điện ngầm mới. Hệ thống mới được hoàn thiện vào năm 1994.

### Giếng trời
Khoảng không giữa hai tầng trong Tòa nhà Văn phòng Thượng viện Hart là 90 foot (27 m)  và được bao bọc bởi hệ thống chiếu sáng và giếng trời. Giếng trời thực chất không chỉ có 1 mà có đến 18 cái riêng biệt, mỗi giếng cái có chín tấm. Một đèn chiếu sáng lớn được treo trên mỗi giếng trời. Mỗi bộ đèn có một động cơ điện. Bộ đèn có thể dễ dàng hạ xuống để có thể thay bóng đèn.
Bắt đầu từ năm 2014, phần mái của tòa nhà Hart đã được trùng tu và sửa chữa lớn. Mái nhà đã hết tuổi thọ và cần được thay mới. Các cửa sổ trần bị dột nhiều và gây hư hại cho tòa nhà cũng đã được thay thế. Để nâng cao hiệu quả sử dụng năng lượng của tòa nhà, các tấm pin mặt trời có khả năng tạo ra 148 kilowatt điện mặt trời đã được lắp đặt trên mái nhà. Toàn bộ dự án mái nhà tiêu tốn khoảng 11,3 triệu đô la.

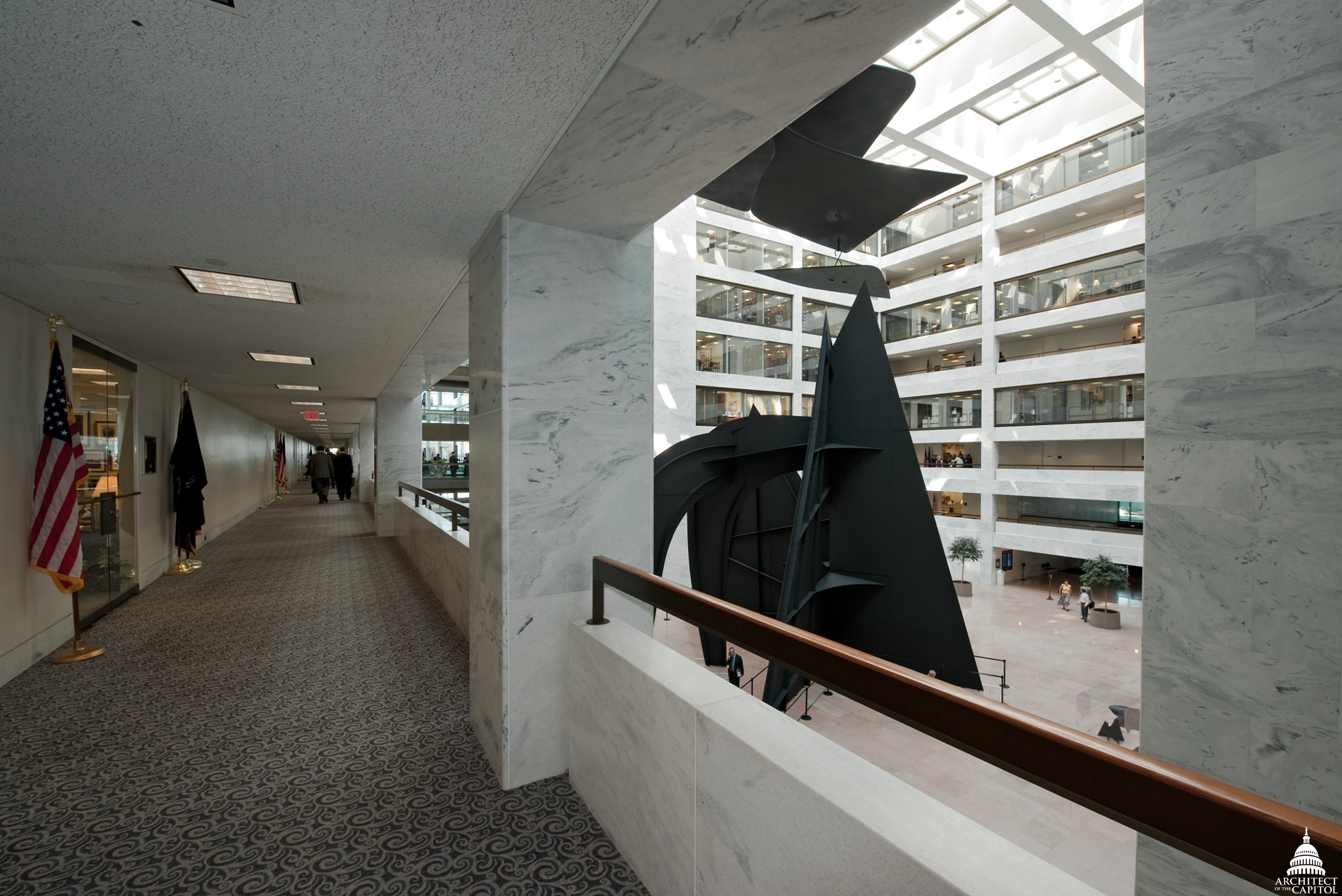
Các lối đi vòng cung trên mỗi tầng cung cấp lối đi đến các văn phòng của tòa nhà Hart, cũng như tầm nhìn ra giếng trời. Một phần của Núi và Mây có thể được nhìn thấy trong hình ảnh này.

### Núi và Mây
Giếng trời của tòa nhà nổi bật với tác phẩm điêu khắc Núi và Mây của Alexander Calder. Phần trên của công trình bao gồm một "đám mây" di động, được làm từ các tấm nhôm cong treo trên mái nhà trên một trục. Phần lớn nhất của "đám mây" di động có kích thước khoảng 1.376 foot vuông (127,8 m2), và toàn bộ "đám mây" di động nặng khoảng 4.300 pound (2.000 kg). Công ty Crystalfication Systems của New York là công ty được chọn để sản xuất "đám mây" di động này. Một động cơ điều khiển bằng máy tính sẽ di chuyển "đám mây" di động.
Phần dưới của công trình bao gồm một khối ổn định có bốn mặt phẳng, đòng thời còn có tấm thép hình tam giác sơn màu đen mờ và được hỗ trợ bởi hai chân cong. Các nguồn khác nhau báo cáo độ cao của cột trụ này khác nhau, với các chiều cao được báo cáo là 51 foot (16 m), 52 foot (16 m), và 55 foot (17 m). Khối ổn định nặng khoảng 38 tấn Mỹ (34 t)  đến 39 tấn Mỹ (35 t). Công ty Segré Foundry từ Waterbury, Connecticut đã được chọn để sản xuất khối ổn định này.
Núi và Mây là tác phẩm cuối cùng mà Calder hoàn thành. Ông có mặt ở Washington, DC, vào ngày 10 tháng 11 năm 1976, để trình chiếu mô hình hoàn chỉnh cho Kiến trúc sư của Điện Capitol George White. White đã chấp thuận bổ sung công trình vào Tòa nhà Hart. Calder bay đến nhà con gái ở New York và chết vì đau tim lúc 6 giờ sáng ngày 11 tháng 11.
Trong cuộc chiến ngân sách năm 1979 về chi phí của Tòa nhà Văn phòng Thượng viện Hart, quỹ để hoàn thành công trình này không được nêu rõ. Nhưng Thượng nghị sĩ Nicholas F. Brady, người đã được bổ nhiệm để phục vụ cho nhiệm kỳ chưa hết hạn của Thượng nghị sĩ Harrison A. Williams (người đã từ chức vào ngày 11 tháng 3 năm 1982, sau khi bị kết tội vụ bê bối Abscam), đã quyết định vào tháng 6 năm 1982 để thành lập Quỹ Nghệ thuật Capitol. Mục tiêu của quỹ là gây quỹ cho việc giới thiệu nghệ thuật thông qua Khu phức hợp Điện Capitol Hoa Kỳ. Đến tháng 6 năm 1985, quỹ đã huy động được 250.000 đô la để sản xuất và 400.000 đô la để lắp đặt công trình Núi và Mây. Phần lớn số tiền được quyên góp đến từ nhà sưu tập nghệ thuật, tỷ phú Paul Mellon và C. Douglas Dillon. Tác phẩm đã được trao tặng cho Quốc hội trong một buổi lễ tổ chức vào ngày 5 tháng 5 năm 1987.
Một thời gian sau khi lắp đặt tác phẩm, động cơ bị trục trặc và phần di động của Núi và Mây ngừng quay. Điều này xảy ra khi nào thì không rõ ràng, với một nguồn nói ngay sau khi tác phẩm được lắp đặt  và một nguồn khác nói về năm 2005. Vào năm 2015, Thượng nghị sĩ Chris Murphy bắt đầu nỗ lực gây quỹ để khôi phục hoạt động của "đám mây" di động.
Núi và Mây được coi là một tác phẩm có một không hai, vì đây là tác phẩm duy nhất của Calder kết hợp giữa di động và ổn định. Phóng viên Justin Cox của Capitol Hill cho biết: "Ông ấy đã gắn các hình thù lên đỉnh núi trước đó, nhưng chưa bao giờ sử dụng chúng riêng lẻ như ông ấy từng dự định sẽ làm với những đám mây chuyển động và những ngọn núi đứng yên.
Sau trận động đất Virginia năm 2011, có nhiều lo ngại rằng "đám mây" di động có thể trở nên không an toàn. Nó đã được hạ xuống mặt đất vào năm 2014, và một cuộc kiểm tra an toàn hoàn chỉnh của công trình đã được tiến hành. Nó đã được treo trở lại vị trí vào năm 2015.

### Tấn công sinh học
Vào ngày 15 tháng 10 năm 2001, một số dãy phòng của tòa nhà này đã bị ô nhiễm do việc phát tán bột bệnh than từ một phong bì được gửi tới Lãnh đạo Đa số Thượng viện Tom Daschle trong vụ tấn công bệnh than năm 2001. Tòa nhà đóng cửa vào ngày 17 tháng 10 năm 2001, khiến hàng trăm nhân viên Thượng viện phải di chuyển nơi làm việc. Tòa nhà đã được khử khuẩn bằng khí clo dioxide từ tháng 11 đến tháng 12 năm 2001, và tòa nhà mở cửa trở lại vào ngày 23 tháng 1 năm 2002.

## Thượng nghị sĩ có văn phòng trong Tòa nhà Hart
| Thượng nghị sĩ         | Đảng     | Tiểu bang      | Số phòng |
| ---------------------- | -------- | -------------- | -------- |
| Tammy Baldwin          | Dân chủ  | Wisconsin      | 709      |
| Richard Blumenthal     | Dân chủ  | Connecticut    | 706      |
| Cory Booker            | Dân chủ  | New Jersey     | 717      |
| John Boozman           | Cộng hòa | Arkansas       | 141      |
| Sherrod Brown          | Dân chủ  | Ohio           | 503      |
| Maria Cantwell         | Dân chủ  | Washington     | 511      |
| Ben Cardin             | Dân chủ  | Maryland       | 509      |
| Tom Carper             | Dân chủ  | Delaware       | 513      |
| Bill Cassidy           | Cộng hòa | Louisiana      | 520      |
| John Cornyn            | Cộng hòa | Texas          | 517      |
| Catherine Cortez Masto | Dân chủ  | Nevada         | 516      |
| Steve Daines           | Cộng hòa | Montana        | 320      |
| Tammy Duckworth        | Dân chủ  | Illinois       | 524      |
| Dick Durbin            | Dân chủ  | Illinois       | 711      |
| Joni Ernst             | Cộng hòa | Iowa           | 730      |
| Dianne Feinstein       | Dân chủ  | California     | 331      |
| Chuck Grassley         | Cộng hòa | Iowa           | 135      |
| Maggie Hassan          | Dân chủ  | New Hampshire  | 324      |
| Martin Heinrich        | Dân chủ  | New Mexico     | 303      |
| Mazie Hirono           | Dân chủ  | Hawaii         | 713      |
| Cindy Hyde-Smith       | Cộng hòa | Mississippi    | 702      |
| Ron Johnson            | Cộng hòa | Wisconsin      | 328      |
| Angus King             | Độc lập  | Maine          | 133      |
| James Lankford         | Cộng hòa | Oklahoma       | 316      |
| Joe Manchin            | Dân chủ  | West Virginia  | 306      |
| Bob Menendez           | Dân chủ  | New Jersey     | 528      |
| Jeff Merkley           | Dân chủ  | Oregon         | 313      |
| Lisa Murkowski         | Cộng hòa | Alaska         | 522      |
| Christopher Murphy     | Dân chủ  | Connecticut    | 136      |
| Jon Ossoff             | Dân chủ  | Georgia        | 825B     |
| Gary Peters            | Dân chủ  | Michigan       | 724      |
| Jack Reed              | Dân chủ  | Rhode Island   | 728      |
| Mike Rounds            | Cộng hòa | South Dakota   | 502      |
| Brian Schatz           | Dân chủ  | Hawaii         | 722      |
| Chuck Schumer          | Dân chủ  | New York       | 322      |
| Tim Scott              | Cộng hòa | South Carolina | 104      |
| Jeanne Shaheen         | Dân chủ  | New Hampshire  | 506      |
| Kyrsten Sinema         | Dân chủ  | Arizona        | 317      |
| Tina Smith             | Dân chủ  | Minnesota      | 720      |
| Debbie Stabenow        | Dân chủ  | Michigan       | 731      |
| Dan Sullivan           | Cộng hòa | Alaska         | 702      |
| Jon Tester             | Dân chủ  | Montana        | 311      |
| Chris Van Hollen       | Dân chủ  | Maryland       | 110      |
| Mark Warner            | Dân chủ  | Virginia       | 703      |
| Elizabeth Warren       | Dân chủ  | Massachusetts  | 309      |
| Sheldon Whitehouse     | Dân chủ  | Rhode Island   | 530      |

## Ủy ban có phòng họp trong Tòa nhà Hart
- Ủy ban Các vấn đề Người da đỏ Thượng viện
- Ủy ban Chọn lọc về Đạo đức Thượng viện
- Ủy ban Chọn lọc về Tình báo Thượng viện